# Syn marnotrawny (serial telewizyjny)
Syn marnotrawny (ang. Prodigal Son) – amerykański serial telewizyjny (dramat kryminalny) wyprodukowany przez  Berlanti Productions, Sklaverworth Productions, VHPT! Co oraz Warner Bros. Television FOX Entertainment, którego twórcami są Chris Fedak i Sam Sklaver. Serial jest emitowany od 23 września 2019 przez FOX.
Polska premiera serialu odbędzie się 8 września o 22.00 na Fox Polska.
Fabuła serialu opowiada o Malcolmie Bright, psychologu kryminalnym, który pomaga policji w łapaniu seryjnych morderców.

## Główna
- Tom Payne jako Malcolm Bright (Malcolm Whitly)[3]
- Lou Diamond Phillips jako Gil Arroyo[4]
- Halston Sage jako Ainsley Whitly[5]
- Aurora Perrineau jako Dani Powell, detektyw[4]
- Frank Harts jako JT Tarmel, detektyw[4]
- Keiko Agena jako dr Edrisa Tanaka[6]
- Bellamy Young jako Jessica Whitly
- Michael Sheen jako dr Martin Whitly[7]

## Odcinki
| Sezon | Odcinki | Oryginalna emisja w FOX | Oryginalna emisja w FOX | Oryginalna emisja w Fox Polska | Oryginalna emisja w Fox Polska |
| Sezon | Odcinki | Premiera sezonu         | Finał sezonu            | Premiera sezonu                | Finał sezonu                   |
| ----- | ------- | ----------------------- | ----------------------- | ------------------------------ | ------------------------------ |
| 1     | 20      | 23 września 2019        | 27 kwietnia 2020        | 8 września 2020                |                                |

### Sezon 1 (2019-2020)
| #  | Tytuł                                       | Reżyseria          | Scenariusz                                   | Premiera w FOX       | Premiera w Fox Polska |
| -- | ------------------------------------------- | ------------------ | -------------------------------------------- | -------------------- | --------------------- |
| 1  | Pilot                                       | Lee Toland Krieger | Chris Fedak, Sam Sklaver                     | 23 września 2019     | 8 września 2020       |
| 2  | Niszczyciel Annihilator                     | Adam Kane          | Chris Fedak & Sam Sklaver                    | 30 września 2019     | 15 września 2020      |
| 3  | Instynkt Strachu Fear Response              | Rob Bailey         | Lisa Randolph                                | 7 października 2019  | 22 września 2020      |
| 4  | Współudział projektanta Designer Complicity | Leon Ichaso        | Wendy Calhoun                                | 14 października 2019 | 29 września 2020      |
| 5  | Wyprawa The Trip                            | Omar Madha         | Jeremy Carver                                | 21 października 2019 | 6 października 2020   |
| 6  | Dusze i sadysta The Surgeon                 | Megan Griffiths    | Justin W. Lo                                 | 28 października 2019 | 13 października 2020  |
| 7  | Pytania i odpowiedzi Q&A                    | Adam Kane          | Elizabeth Peterson                           | 4 listopada 2019     | 20 października 2020  |
| 8  | Przyjaciel Rodziny Family Friend            | Rob Hardy          | Wyatt Cain                                   | 11 listopada 2019    | 27 października 2020  |
| 9  | Stancja Pied-A-Terre                        | Antonio Negret     | Lauriel Harte Marger                         | 25 listopada 2019    |                       |
| 10 | Cicha noc Silent Night                      | Valerie Weiss      | Sabrina Deana-Roga                           | 2 grudnia 2019       |                       |
| 11 | Alone Time                                  | Adam Kane          | Nora Zuckerman, Lilla Zuckerman              | 20 stycznia 2020     |                       |
| 12 | Internal Affairs                            | David Tuttman      | Lisa Randolph, Alexis Siegel                 | 27 stycznia 2020     |                       |
| 13 | Wait & Hope                                 | Glen Winter        | Sam Sklaver                                  | 3 lutego 2020        |                       |
| 14 | Eye of the Needle                           | Lisa Robinson      | Wyatt Cain                                   | 10 lutego 2020       |                       |
| 15 | Death's Door                                | Adam Kane          | Elizabeth Peterson                           | 17 lutego 2020       |                       |
| 16 | The Job                                     | Satya Bhabha       | Justin W. Lo                                 | 16 marca 2020        |                       |
| 17 | Stranger Beside You                         | Pamela Romanowsky  | Lauriel Harte Marger & Sabrina Deana-Roga    | 23 marca 2020        |                       |
| 18 | Scheherazade                                | Dermott Downs      | Nora Zuckerman & Lilla Zuckerman             | 30 marca 2020        |                       |
| 19 | The Professionals                           | Lily Mariye        | Lisa Randolph                                | 20 kwietnia 2020     |                       |
| 20 | Like Father...                              | Adam Kane          | Chris Fedak, Sam Sklaver, Elizabeth Peterson | 27 kwietnia 2020     |                       |

## Produkcja
28 stycznia 2019 roku stacja FOX ogłosiła zamówienie pilotowego odcinka serialu od Chrisa Fedaka i Sama Sklavera. W kolejnym miesiącu obsada powiększyła się o Franka Hartsa, Aurora Perrineau i Lou Diamond Phillipsa. W marcu 2019 roku poinformowano, że w serialu zagrają Michael Sheen, Keiko Agena, Halston Sage i Tom Payne. 14 maja 2019 roku stacja FOX ogłosiła, zamówienie pierwszego sezonu dramatu, który zadebiutuje w sezonie telewizyjnym 2019/2020.
7 października 2019 roku FOX ogłosiła zamówienie pełnego pierwszego sezonu.
W maju 2020 serial został odnowiony na drugi sezon.